# Arroio Malo (Cerro Largo)
O Arroio Malo é um curso de água uruguaio no departamento de Cerro Largo.
A sua nascente é a Coxilha de Mangrullo, sua foz é o  Rio Tacuarí.